# 細倉マインパーク
細倉マインパーク（ほそくらマインパーク）は、宮城県栗原市鶯沢にあるテーマパーク。
1990年（平成2年）オープン。1987年（昭和62年）に閉山となった細倉鉱山の坑道を利用し、細倉鉱山跡の777mに及ぶ坑道を利用した体験型観光施設である。運営は株式会社細倉マインパーク。

## 歴史

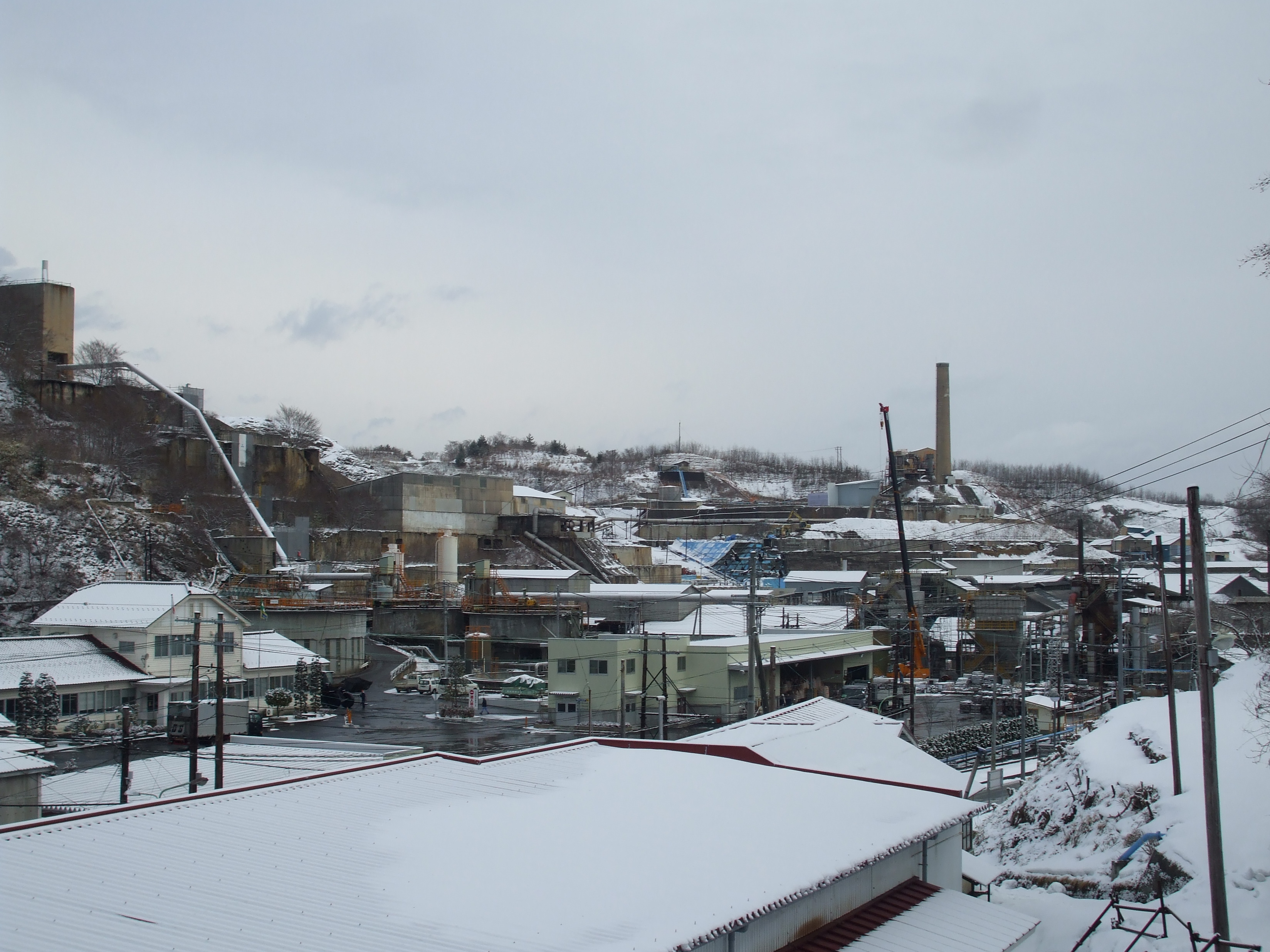
細倉鉱山

江戸時代の細倉鉱山は伊達藩の直轄鉱山だったが、明治維新後には明治政府の鉱山となり、1899年（明治32年）には高田商会に払い下げられた。1928年（昭和3年）には公共鉱業株式会社が経営者となり、1934年（昭和9年）には三菱金属株式会社（現・三菱マテリアル株式会社が経営者となった。
1976年（昭和51年）には三菱金属株式会社から分離して細倉鉱山株式会社が設立された。1987年（昭和62年）3月、細倉鉱山は閉山となった。1990年（平成2年）、細倉鉱山の跡地に細倉マインパークがオープンした。
かつてはくりはら田園鉄道の終着駅として細倉マインパーク前駅があり、細倉マインパークの最寄駅だったが、くりはら田園鉄道は2007年（平成19年）に廃線となった。2016年（平成28年）7月、リニューアルオープンした。

## 展示（リニューアル前）
観覧所要時間は1時間程度。坑道の中は常に摂氏13度から15度に保たれている。マスコットキャラクターはマイン坊や。
「細倉鉱山の歴史」と「宇宙の神秘」をテーマとしていた。当時のテーマソングは「ホソキュリアン音頭」。宇宙創世などをテーマとした「タイムトラベルゾーン」のプロデュースはスペース・コンサルタンツの山崎勝哉である。
- 鉱山の歴史ゾーン - 坑内事務所や作業現場など操業当時の様子を人形や模型で忠実に再現。
- タイムトラベルゾーン - 地球創世へとタイムスリップ。
  - 宇宙創世 - 神秘的な音楽と共に、惑星や銀河の模型がライトアップされ展示されている。
  - ホソキュリアン遺伝子受胎空間 - 鉱山全体を母胎に見立て鉱山のエネルギーを感じる、という設定の展示。スイッチを押すと心臓の鼓動などの効果音と共に、模型により「ホソキュリアン」の誕生シーンが再現される。なお、ホソキュリアンとは「人類と自然とのより良い関係を模索する新しい生命体」「皆さんの愛の心」とのこと。
  - 山神社
  - 砂金取り体験コーナー - リニューアル後の現在も坑道内に設置。取った砂金をキーホルダーなどにできる。
  - レーザー光線
  - 太陽・天・火の神
  - 石琴
  - 古代文明遺跡
  - 森の精

## 施設

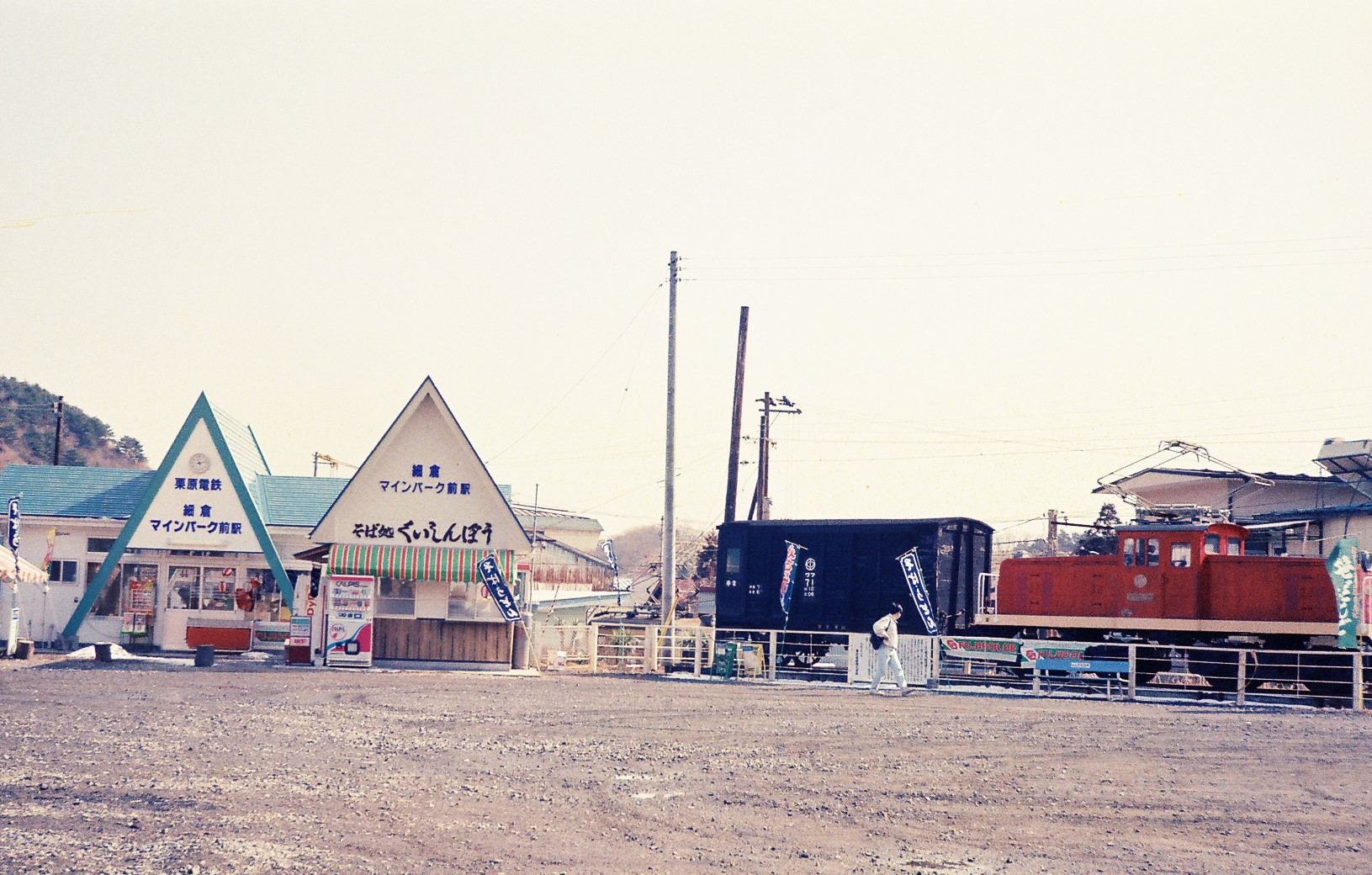
細倉マインパーク駅（1992年）

### スライダーパーク
全長555mに及ぶすべり台。リフト有り。

### ドームゾーン
※現在は休止中
- マウンテンコースター（ジェットコースター）
- シミュレーションシアター・3Dシアター
- イノセントファンタジー（メリーゴーランド）
- ゲームセンター
- 屋外ゴーカート
- レストラン
- バーベキューガーデン
- 宴会場